# Почётный гражданин Республики Мордовия
Почётный граждани́н Респу́блики Мордо́вия (мокш. "Мордовия Республикань почетнай гражданинць", эрз. "Мордовия Республикань почетной гражданинэсь") — почётное звание субъекта Российской Федерации — Республики Мордовия, учреждённое Законом Республики Мордовия от 26 апреля 1996 года № 12-З «О государственных наградах республики Мордовия».
Почётное звание «Почётный гражданин Республики Мордовия» является высшим почётным званием Республики Мордовия и высшей формой награждения Республики Мордовия и присваивается за выдающиеся заслуги перед республикой.
Фамилии лиц, удостоенных звания «Почётный гражданин Республики Мордовия», заносятся в специально учрежденную Главой Республики Мордовия «Книгу почётных граждан Республики Мордовия», которая хранится в столице Республики Мордовия городе Саранске в резиденции Главы Республики Мордовия.
К присвоению почётного звания «Почётный гражданин Республики Мордовия» представляются лица, награждённые государственными наградами СССР или Российской Федерации и Республики Мордовия.
Почётное звание «Почётный гражданин Республики Мордовия» присваивается один раз в год в день образования Республики Мордовия — 10 января.
Присвоение звания «Почётный гражданин Республики Мордовия» может производиться посмертно.
Обладатели звания «Почётный гражданин Республики Мордовия»:

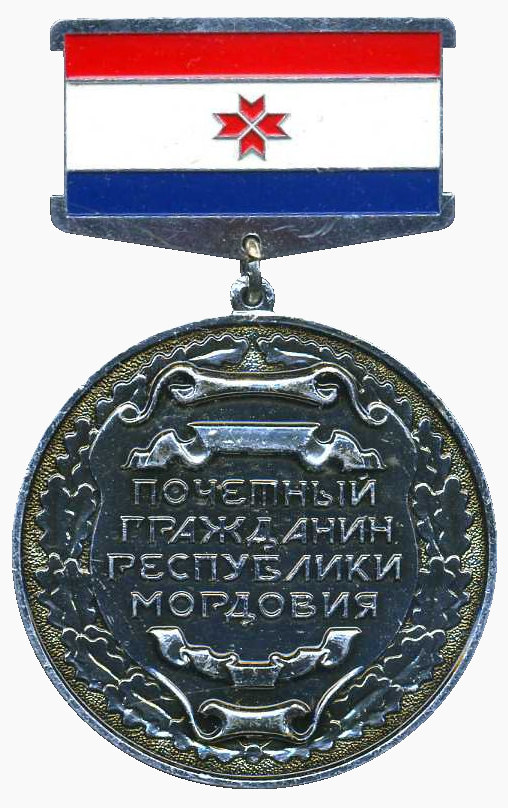
Нагрудный знак к званию «Почётный гражданин Республики Мордовия»
(до 2005 года)

- Абрамов, Кузьма Григорьевич
- Алексий II
- Андин, Иван Петрович
- Антошкин, Николай Тимофеевич
- Боксимер, Эвир Аврамович
- Болотников, Пётр Григорьевич
- Бурмистров, Николай Васильевич
- Бутарева, Ксения Геннадьевна
- Гаваев, Николай Тимофеевич
- Данилова, Светлана Геннадьевна
- Девятаев, Михаил Петрович
- Дежуров, Владимир Николаевич
- Егорова, Любовь Ивановна
- Каниськина, Ольга Николаевна
- Кирилл (Патриарх Московский)
- Котов, Александр Григорьевич
- Маскаев, Олег Александрович
- Мишин, Алексей Владимирович
- Самарова, Валентина
- Сухарев, Александр Иванович
- Фомин, Павел Андреевич
- Чёгин, Виктор Михайлович
- Можеитов, Игорь Иванович